# خوسيه غويلرمو فوينتيس أورتيز
خوسيه غويلرمو فوينتيس أورتيز (بالإسبانية: José Guillermo Fuentes Ortiz)‏ هو سياسي مكسيكي، ولد في 4 ديسمبر 1951 في ولاية بويبلا في المكسيك. حزبياً، نشط في حزب العمل الوطني. وقد انتخب عضو مجلس النواب المكسيك.